# 唐櫃山古墳
唐櫃山古墳（からとやまこふん）は、大阪府藤井寺市国府にある古墳。形状は帆立貝形古墳。古市古墳群を構成する古墳の1つ。国の史跡に指定され（史跡「古市古墳群」のうち）、石棺は藤井寺市指定有形文化財に指定されている。
市ノ山古墳の周濠外に位置し、1955年（昭和30年）に道路工事により墳丘の過半が消滅した（墳丘の北側の一部が個人の居宅の庭園として残存している）。緊急の発掘調査により、石棺や遺物が出土している。

## 概要
墳丘長53ｍ、後円部径38ｍ、前方部幅21ｍを測る帆立貝形古墳である。府道堺大和高田線の敷設工事によって、後円部を含む墳丘の大半が破壊された。それに先立ち北野耕平らが発掘調査を実施した。後円部に主軸と平行した 竪穴式石槨が造られており、内部に家形石棺を内蔵していた。石棺はすぐ近くにあった長持山古墳の2つある石棺の1つと形態が酷似しており、石材も阿蘇溶結凝灰岩で共通するものであった。。

## 出土遺物と時期
内部はすでに盗掘を受けていたが、棺内からは多数のガラス小玉や丸玉が、棺外からは金銅製三輪玉、鹿角刀装具、刀剣、鉄鏃，2領の3角板鋲留短甲、馬具などが出土した。道路拡幅に伴う大阪府教育委員会による1981年、2000年の発掘調査では後円部の裾部や周濠の一部とともに、円筒埴輪、朝顔形埴輪、家型埴輪、鶏形埴輪が出土しており市ノ山古墳と同時期の5世紀中葉と考えられている。
また2009年にも同教育委員会により発掘調査されており、笠形埴輪と盾形埴輪、円筒埴輪などの破片が出土している。埴輪は土師質のものと須恵質のものがあり須恵質のものが目立つ。円筒埴輪は市ノ山古墳外堤のものと共通する特徴を持ち、共通の埴輪窯から供給されていた可能性が指摘されている。周濠部分から出土した葺石はその石材から7割が付近を流れる石川の川原、残りを大和川と原川の川原などから採石されたと推定された。

## 文化財

### 国の史跡
- 唐櫃山古墳（史跡「古市古墳群」のうち） - 2015年（平成27年）3月10日、既指定の史跡「古市古墳群」に追加指定[4]。

### 藤井寺市指定文化財
- 有形文化財
  - 唐櫃山古墳石棺（考古資料） - 2022年（令和4年）3月24日指定。